# Sergei Alexandrowitsch Karjakin
Sergei Alexandrowitsch Karjakin (russisch Сергей Александрович Карякин, wiss. Transliteration Sergej Aleksandrovič Karjakin, ukrainisch Сергій Карякін/Serhij Karjakin; Sergey Karjakin (FIDE-Schreibweise); * 12. Januar 1990 in Simferopol, Ukrainische SSR, Sowjetunion) ist ein Schachgroßmeister, der bis 2009 für die Ukraine spielte und seitdem für Russland antritt. Er war der Herausforderer von Weltmeister Magnus Carlsen bei der Schachweltmeisterschaft 2016. Aufgrund seiner Unterstützung des Russischen Überfalls auf die Ukraine 2022 wurde er vom Weltverband FIDE zunächst gesperrt, seitdem weigert er sich, an Turnieren teilzunehmen, bei denen er nicht unter russischer Flagge antreten darf.

## Schachkarriere
Mit fünf Jahren erlernte Karjakin das Schachspiel, als Elfjähriger wurde er Internationaler Meister. Er errang seinen Großmeistertitel am 12. August 2002 im Alter von zwölf Jahren, sieben Monaten und null Tagen und hielt damit über rund 19 Jahre den Rekord als jüngster Schachgroßmeister aller Zeiten, bis er im Sommer 2021 vom US-Amerikaner Abhimanyu Mishra abgelöst wurde.

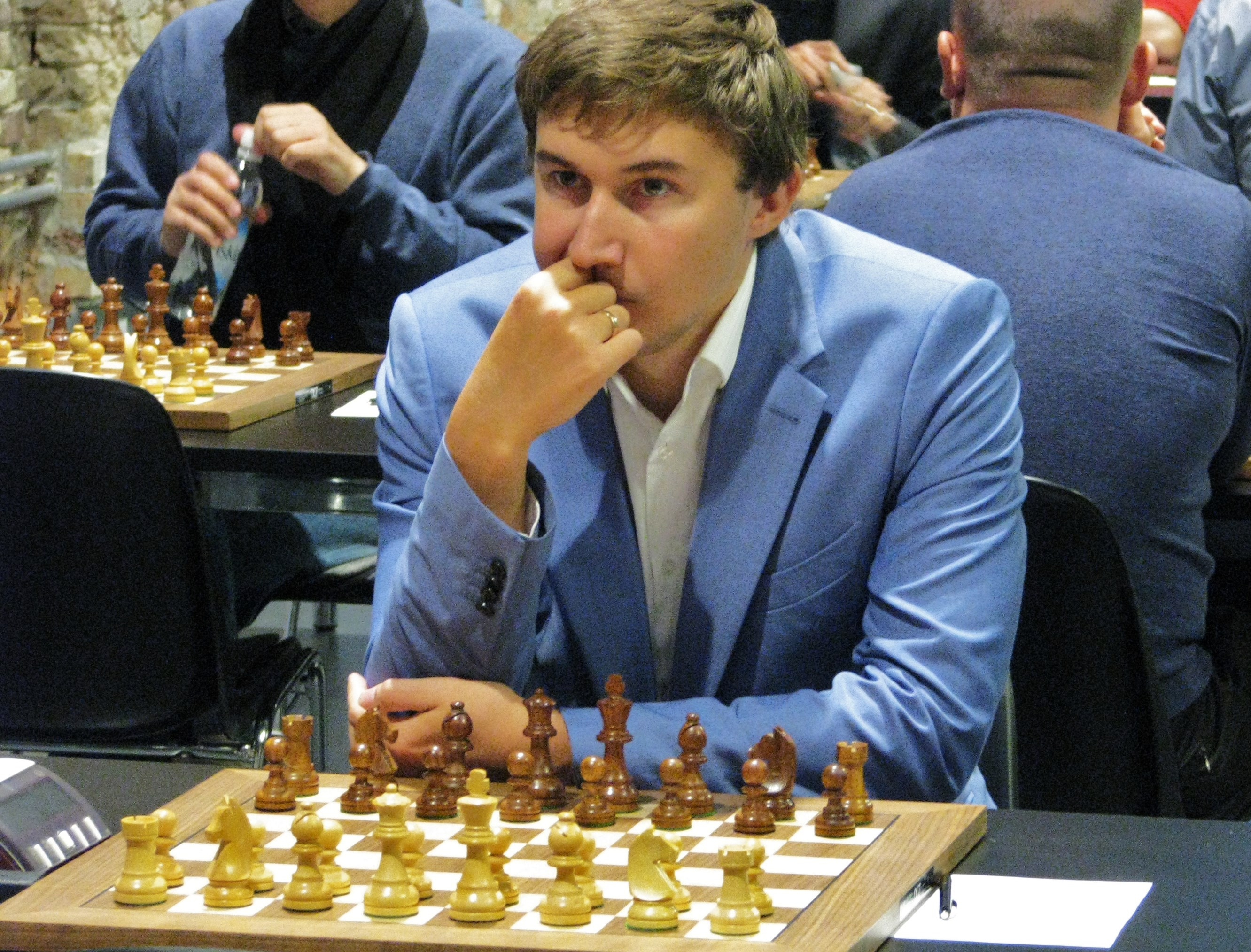
Karjakin bei der Schnellschach-WM 2015 in Berlin

Karjakin war schon in jungen Jahren sehr bekannt in der Schachszene und wurde zu hochkarätigen Turnieren wie den Dortmunder Schachtagen 2004 eingeladen. Er nahm auch an Mensch-Maschine-Wettbewerben (z. B. in Bilbao 2004) teil und am A-Turnier in Wijk aan Zee (Corus-Schachturnier), das er 2009 gewinnen konnte. Er war Sekundant von Ruslan Ponomarjow während dessen Teilnahme bei der FIDE-Weltmeisterschaft 2002. Karjakin nahm von 2005 bis 2015 an allen sechs Schach-Weltpokal-Turnieren teil. 2007 und 2009 erreichte er jeweils das Halbfinale und 2015 gewann er das Turnier. Garri Kasparow nannte Karjakin mehrmals einen der künftigen Favoriten für den Weltmeisterthron.

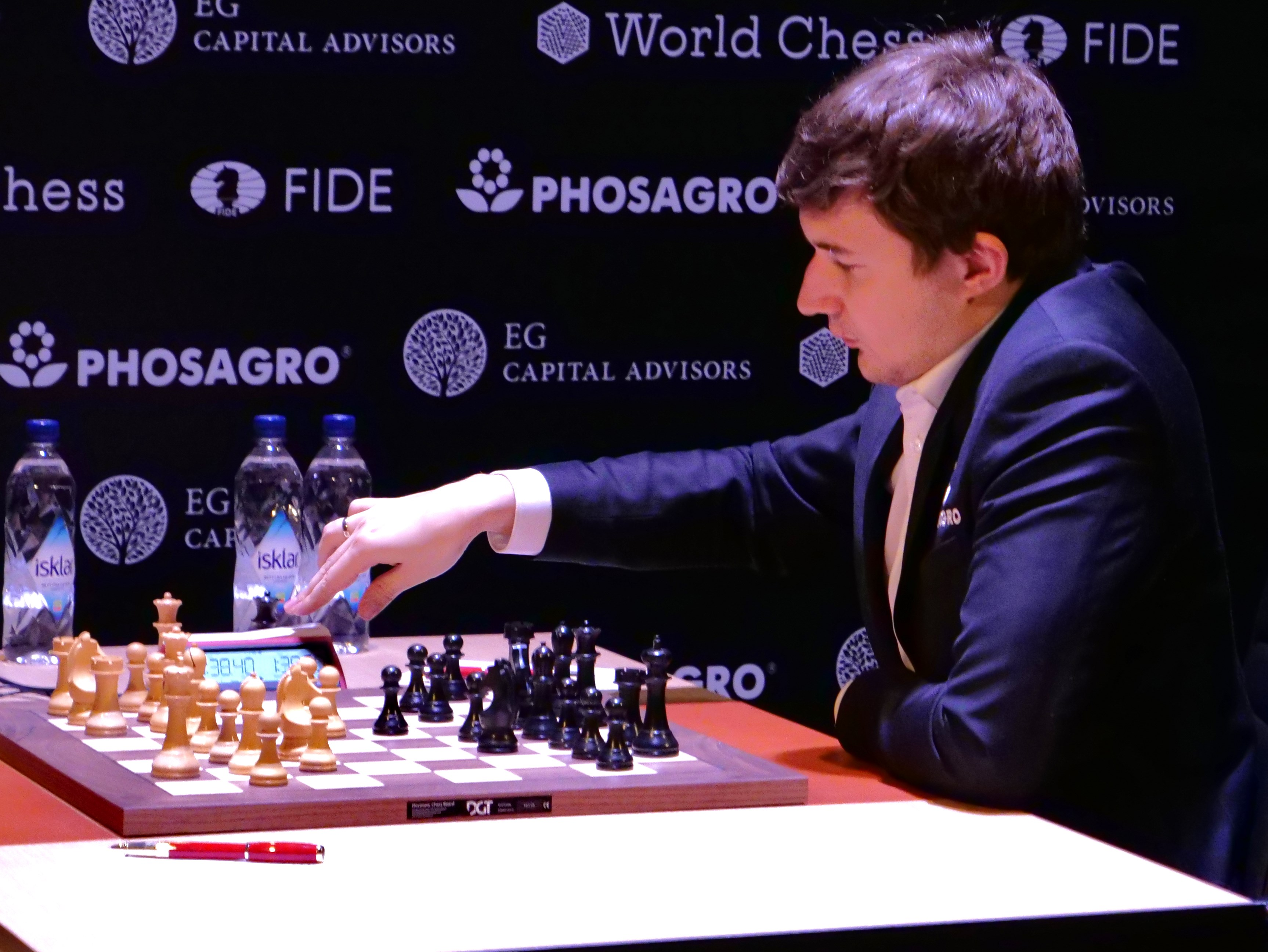
Beim Kandidatenturnier Berlin 2018 (10. Runde)

Sergei Karjakin erhielt am 25. Juli 2009 die russische Staatsbürgerschaft und spielt seit Oktober 2009 für Russland. In einem späteren Interview erklärte er diesen Schritt damit, dass er in der Ukraine keine Entwicklungsmöglichkeiten für sich gesehen und sich als Einwohner der Krim schon immer als Russe gefühlt habe.
Im Juli 2012 gewann er in Astana die erstmals ausgetragene Weltmeisterschaft im Schnellschach. Karjakin kam auf 11,5 Punkte aus 15 Partien und verwies damit den Weltranglistenersten Magnus Carlsen auf den zweiten Platz. Im Mai 2013 wurde er Erster mit 6 Punkten aus 9 Partien beim Norway-Chess-Turnier (Kat. XXI mit einem Elo-Durchschnitt von 2766). Beim Kandidatenturnier zur Schachweltmeisterschaft 2014 erreichte er den zweiten Platz. Im Dezember 2014 wurde er mit dem Ehrentitel „Verdienter Meister des Sports Russlands“ ausgezeichnet.
Im Oktober 2015 gewann er in Baku den Schach-Weltpokal 2015. Gegen Pjotr Swidler lag er im zunächst auf vier Spiele angelegten Finale bereits 0:2 zurück, konnte jedoch in den beiden folgenden Spielen ausgleichen und schließlich nach den Tie-Break-Partien mit 6:4 Punkten gewinnen. Mit der Finalteilnahme qualifizierte er sich gleichzeitig für das Kandidatenturnier zur Schachweltmeisterschaft 2016. Er gewann das Kandidatenturnier und spielte bei der WM 2016 als Herausforderer gegen Magnus Carlsen um den Weltmeistertitel, verlor aber gegen diesen im Tie-Break. Beim Kandidatenturnier zur Schachweltmeisterschaft 2018 erreichte er den dritten Platz. Beim Schach-Weltpokal 2021 erreichte er das Finale und spielte dort gegen Jan-Krzysztof Duda, der das Match mit  1½:½  Punkten gewinnen konnte. Mit seinem zweiten Platz war Karjakin zunächst für das kommende Kandidatenturnier 2022 qualifiziert.
Karjakin ist Anhänger des russischen Präsidenten Wladimir Putin. Er unterstützte die Annexion der Krim 2014. Im Februar 2022 unterstützte Karjakin den russischen Überfall auf die Ukraine via Twitter, Telegram und in einem offenen Brief an Putin und verhöhnte die Opfer des Krieges. Die FIDE verurteilte daraufhin „jegliche öffentliche Stellungnahme eines Mitglieds der Schach-Gemeinschaft, die die ungerechtfertigte Militäraktion unterstützt“ und kündigte an, den Fall vor die Ethik-Kommission zu bringen. Am 21. März 2022 wurde Karjakin von der Ethik-Kommission für die Dauer von sechs Monaten für alle von der FIDE gewerteten Turniere weltweit gesperrt und konnte damit nicht am Kandidatenturnier 2022 teilnehmen. Nach Ende der Sperre weigerte sich Karjakin an Turnieren teilzunehmen, an denen er nicht unter russischer Flagge spielen durfte, wodurch er nach einem Jahr ohne gewertete Spiele im März 2023 aus der FIDE-Rangliste entfernt wurde.
Im Jahre 2024 spielte Karjakin in den Ruinen des von Russen besetzten Awdijiwka in einer Uniform, auf der ein Abzeichen von Neonazis der paramilitärischen Gruppe Russitsch zu sehen war, Schach gegen russische Soldaten.
Im September 2024 wurde Karjakin  als Vertreter der annektierten Krim in den Föderationsrat gewählt. Er bekleidet das Amt eines für die Legislative zuständigen Senators und folgt Sergei Pawlowitsch Zekow nach.

## Elo-Entwicklung
Dieser Graph zeigt die Elo-Entwicklung von Karjakin seit 2001:
| Die zur Anzeige dieser Grafik verwendete Erweiterung wurde dauerhaft deaktiviert. Wir arbeiten aktuell daran, diese und weitere betroffene Grafiken auf ein neues Format umzustellen. (Mehr dazu) |

## Nationalmannschaft
Karjakin nahm von 2004 bis 2014 an allen sechs Schacholympiaden teil, zunächst dreimal mit der Ukraine, mit der er 2004 Olympiasieger wurde, dann dreimal mit Russland. Bei der Schacholympiade 2010 erreichte er das beste Einzelergebnis am vierten Brett. An der Mannschaftsweltmeisterschaft nahm Karjakin 2005 mit der Ukraine, 2011, 2013, 2015 und 2019 mit Russland teil. Er gewann 2013 und 2019 die Mannschaftswertung und erreichte 2005 das beste Einzelergebnis am zweiten Reservebrett. Bei Mannschaftseuropameisterschaften vertrat Karjakin 2005 und 2007 die Ukraine, 2011 Russland.

## Vereine
Karjakin gewann die russische Mannschaftsmeisterschaft 2007 und 2012 mit Tomsk-400, 2010 mit SchSM-64 Moskau und 2014 mit Malachit Oblast Swerdlowsk. Französischer Mannschaftsmeister wurde er 2005 und 2006 mit NAO Paris, den asiatischen Vereinspokal gewann er 2008 mit Al-Ain. In der spanischen Mannschaftsmeisterschaft spielte er 2005 und 2006 für die Mannschaft von CA Linex-Magic Mérida, mit der er 2006 Meister wurde, 2008 für CA Mérida Patrimonio-Ajoblanco.
Karjakin nahm zwischen 2002 und 2014 achtmal am European Club Cup teil und erreichte 2005 in Saint-Vincent das beste Einzelergebnis am fünften Brett. In der Mannschaftswertung erreichte er 2013 mit Malachit Oblast Swerdlowsk den zweiten Platz, 2005 mit NAO Paris, 2007 mit Tomsk-400, 2008 mit PVK Kiew und 2014 mit Malachit den dritten Platz.

## Partiebeispiel
|   | a | b | c | d | e | f | g | h |   |
| 8 |   |   |   |   |   |   |   |   | 8 |
| 7 |   |   |   |   |   |   |   |   | 7 |
| 6 |   |   |   |   |   |   |   |   | 6 |
| 5 |   |   |   |   |   |   |   |   | 5 |
| 4 |   |   |   |   |   |   |   |   | 4 |
| 3 |   |   |   |   |   |   |   |   | 3 |
| 2 |   |   |   |   |   |   |   |   | 2 |
| 1 |   |   |   |   |   |   |   |   | 1 |
|   | a | b | c | d | e | f | g | h |   |

In der folgenden Partie gewann Karjakin im Kandidatenturnier in Moskau 2016 mit den weißen Steinen gegen Caruana.
Sergei Karjakin–Fabiano Caruana 1:0
Moskau, 28. März 2016
Sizilianische Verteidigung (Richter-Rauser-Variante), B67
1. e4 c5 2. Sf3 Sc6 3. d4 cxd4 4. Sxd4 Sf6 5. Sc3 d6 6. Lg5 e6 7. Dd2 a6 8. 0–0–0 Ld7 9. f4 h6 10. Lh4 b5 11. Lxf6 gxf6 12. f5 Db6 13. fxe6 fxe6 14. Sxc6 Dxc6 15. Ld3 h5 16. Kb1 b4 17. Se2 Dc5 18. Thf1 Lh6 19. De1 a5 20. b3 Tg8 21. g3 Ke7 22. Lc4 Le3 23. Tf3 Tg4 24. Df1 Tf8 25. Sf4 Lxf4 26. Txf4 a4 27. bxa4 Lxa4 28. Dd3 Lc6 29. Lb3 Tg5 30. e5 Txe5 31. Tc4 Td5 32. De2 Db6 33. Th4 Te5 34. Dd3 Lg2 35. Td4 d5 36. Dd2 Te4 37. Txd5 exd5 38. Dxd5 Dc7 39. Df5 Tf7 40. Lxf7 De5 41. Td7+ Kf8 42. Td8+ 1:0

## Größte Erfolge
- Sieger des Kandidatenturniers 2016
- Weltmeister im Blitzschach: 2016
- Weltmeister im Schnellschach: 2012
- Sieger des Schach-Weltpokals 2015
- U12-Weltmeister 2001
- U10-Europameister 1999
- U14-Vizeeuropameister 2001
- Sieger des Tata-Steel-Schachturniers: 2009
- Sieger des Tal-Memorials: 2010
- Sieger des Aeroflot Open: 2013
- Vizeweltmeister: 2016

## Privates/Sonstiges
Karjakin war von 2009 bis 2012 mit der Internationalen Meisterin der Frauen (WIM) Kateryna Dolschykowa verheiratet. Mit seiner zweiten Ehefrau Galija Kamalowa (Heirat Mai 2014) hat er zwei Söhne.
Im März 2017 wurde er von Wladimir Putin in die Gesellschaftliche Kammer Russlands berufen. Im Dezember 2022 kandidierte er für das Amt des Präsidenten der Russischen Schachföderation, unterlag aber Amtsinhaber Filatow mit 7:58 Stimmen.